# Alienators: Evolution Continues (jeu vidéo)
Alienators: Evolution Continues est un jeu vidéo d'action développé par Digital Eclipse et édité par Activision sur Game Boy Advance. Il est basé sur la série animée du même nom (en), elle-même issue du film Évolution.

## Accueil
- Nintendo Power : 5/10[1]